# Anatolij Korobow
Anatolij Wasiljewicz Korobow (ros. Анатолий Васильевич Коробов, ur. 26 grudnia 1907 we wsi Guriewskaja k. Łalska w guberni wołogodzkiej, zm. 3 października 1967 w Moskwie) – radziecki polityk.

## Życiorys
Od czerwca 1924 księgowy w biurze fabryki papierniczej, później nauczyciel, sekretarz rady wiejskiej (sielsowietu), przewodniczący komitetu robotniczego związku budowlańców w Łalsku. Od września 1928 do września 1931 studiował w Wiackim Instytucie Pedagogicznym, po czym został zastępcą jego dyrektora, od września 1933 do lutego 1938 był aspirantem i docentem Moskiewskiego Instytutu Planowego, następnie pracował w Gospłanie ZSRR jako kierownik grupy, zastępca szefa wydziału, szef wydziału i szef departamentu. Od 1942 w WKP(b), 1951-1953 zastępca przewodniczącego Gospłanu ZSRR, od czerwca 1953 do lipca 1958 zarządzający sprawami Rady Ministrów ZSRR, od lipca 1958 do sierpnia 1960 zastępca ministra finansów ZSRR. Od sierpnia 1960 do lutego 1963 zastępca przewodniczącego Rady Państwowo-Ekonomicznej Rady Ministrów ZSRR, od lutego do czerwca 1963 szef wydziału zbiorczego planu gospodarki narodowej Gospłanu ZSRR, od czerwca 1963 do października 1965 zastępca przewodniczącego Gospłanu ZSRR - minister ZSRR, od października 1966 na emeryturze. Odznaczony Orderem Czerwonego Sztandaru Pracy (1943). Pochowany na Cmentarzu Nowodziewiczym.